# MIS18BP1
MIS18BP1‏ (MIS18 binding protein 1) هوَ بروتين يُشَفر بواسطة جين MIS18BP1 في الإنسان.